# Horbategh
Horbategh (en arménien Հորբատեղ) est une communauté rurale du marz de Vayots Dzor, en Arménie. Elle compte 264 habitants en 2008.